# Famille du Bus
Cette page explique l’histoire ou répertorie les différents membres de la famille du Bus.
Pour les articles homonymes, voir du Bus.
La famille du Bus est une famille de la noblesse belge, originaire du Tournaisis, dont les membres se sont illustrés dans plusieurs fonctions d'État et de haute administration.
Au XIXe siècle, le patronyme du Bus a donné naissance à deux branches cousines :  Gisignies et Warnaffe. Sous le Royaume des Pays-Bas, Leonard du Bus de Gisignies obtint en 1819 le titre de vicomte . Le chef actuel de la famille porte le titre de vicomte, les autres mâles celui d'écuyer.

## Origines

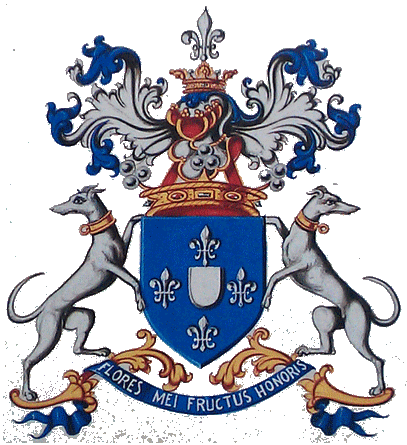
Armoiries

Le généalogiste Félix-Victor Goethals dresse en 1869 la filiation de la branche éteinte de Gisignies. Jean dit Hérignois du Bus, mort en 1396, en serait le premier ancêtre connu. Etablis en comté de Flandres, ses descendants furent Grand-Prévôt de Lille, échevins, et seigneurs du Grand-Bus et Fresnel. Ils portaient d'azur à l'écusson d'argent accompagné en orle de sept fleurs de lis de même. Ces armes ne diffèrent des armes contemporaines de la famille du Bus de Warnaffe que par le nombre de fleurs de lis (sept au lieu de quatre).

### Origine démontrée
En 1881, le comte Paul-Armand du Chastel de la Howarderie conteste la généalogie établie par feu Félix-Victor Goethals. Son étude donne Antoine du Bus pour ascendant le plus lointain prouvé lorsqu'il est cité dans son acte de mariage daté du 26 mai 1626. Son fils et petit-fils furent censiers du Temple de Saint-Leger sous L'Ordre de Malte. Cette date d’ancienneté est reprise en 2008 par l'Office généalogique et héraldique de Belgique, dans l'ouvrage Anciennes familles de Belgique de Jean-François Houtart.

## Preuves de noblesse

### Branche éteinte dit du Bus de Gisignies (1816-1976)
- 1816: anoblissement de Leonard du Bus de Gisignies (1780-1849), suivi par sa nomination en 1817 au Corps équestre (certifiée par un 'acte de preuve'), suivi par concession du titre de vicomte transmissible par primogéniture pour lui en 1842 et du titre de chevalier à ses trois fils, transmissible par la même manière
- 1834: concession du titre de baron aux quatre fils puînés du précédent, transmissible par primogéniture masculine
- 1842: extension à tous les descendants mâles du précédent du titre de vicomte

### Branche subsistante dit du Bus de Warnaffe (1873-)
- 1873: anoblissement de quatre frères François (1836-1910) [ligne éteinte], Edmond (1838-1907) [ligne éteinte], Paul (1840-1912) et Léon (1843-1904) du Bus, suivi pour les trois derniers par l'adjonction du nom de Warnaffe en 1896
- 1919: concession du titre de vicomte transmissible par primogéniture pour Léon du Bus de Warnaffe (1866-1938), écuyer

## Personnalités
- François du Bus (1791-1873), petit-fils de François-Joseph du Bus (1757-1873), président du tribunal de première instance de Tournai, membre du Congrès national de 1830, membre de la Chambre des représentants, pas anobli.
- Leonard vicomte (1819) du Bus de Gisignies (1780-1849), petit-fils du précédent, seigneur de Gisignies, Heylbroeck et Cattebeek, président de la Seconde Chambre des États généraux des Pays-Bas, gouverneur de la province d'Anvers, gouverneur de la province du Brabant méridional, gouverneur général des Indes néerlandaises, ministre d'État. Il obtint concession du titre de vicomte en 1819 transmissible par primogéniture, en 1842 pour tous les descendants mâles; branche éteinte.
- Bernard vicomte (1842) du Bus de Gisignies (1808-1874), fils du précédent, écuyer en 1819, baron transmissible par primogéniture en 1834, vicomte pour tous ses descendants mâles en 1842, homme politique belge, sénateur, directeur du Musée d'Histoire Naturelle de Belgique, paléontologue, et ornithologue.
- Albéric vicomte (1842) du Bus de Gisignies (1810-1874), membre de la Chambre de représentants et sénateur.
- Bernard vicomte (1842) du Bus de Gisignies (1832-1917), sénateur, attaché de légation à la Cour de Hollande.
- Léon vicomte (1919) du Bus de Warnaffe (1866-1938), obtint le titre du vicomte en 1919, transmissible par primogéniture, homme politique belge, sénateur.
- Pierre du Bus de Warnaffe (1883-1925), écuyer, homme de lettres.
- Charles du Bus de Warnaffe (1894-1965), vicomte, homme politique belge, ministre d'État.
- André du Bus de Warnaffe (° 1955), écuyer, homme politique belge, sénateur.
- Frédéric du Bus de Warnaffe (° 1963), écuyer, caricaturiste, auteur de BD et illustrateur.